# Sistemes educatius d'Andorra

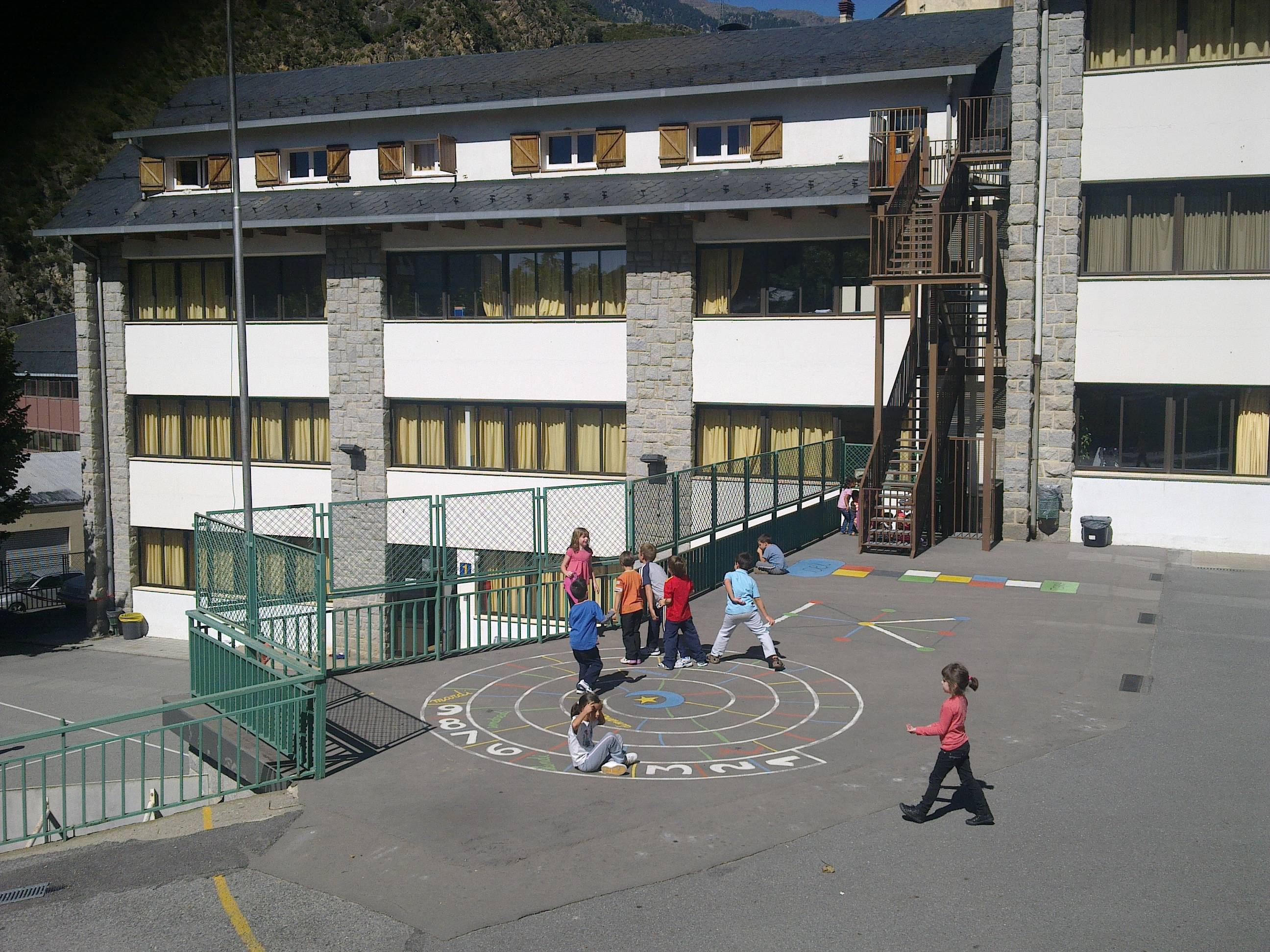
Escoles de Sant Julià de Lòria

Es coneixen com a Sistemes educatius d'Andorra al fet singular d'una coexistència de tres sistemes educatius en aquest país: l'andorrà, l'espanyol i el francès. Així, al costat del sistema propi, l'andorrà, que depèn totalment del Govern d'Andorra i compta amb dotze escoles (les anomenades escoles andorranes) i un centre de formació professional, hi ha el sistema espanyol, amb dues escoles públiques i laiques –que depenen directament del Ministeri d'Educació espanyol–, tres escoles congregacionals i una escola privada, i el sistema francès, amb tretze escoles, que segueixen els programes d'estudi determinats pels ministeris d'Educació espanyol i francès, respectivament. Els centres públics del sistema educatiu andorrà, a excepció dels destinats a l'ensenyament superior, reben la denominació genèrica d'"Escola Andorrana".

## Història de l'educació d'Andorra
L'escola Andorrana és el sistema educatiu nacional del Principat d'Andorra. Fou inaugurada inicialment  l'any 1982 pel M.I. Cap de Govern, el senyor Òscar Ribas Reig.

### Orígens
Cap a finals del segle xix, les parròquies no gaudien d'escoles pròpiament dites. Aquestes escoles eren les escoles comunals i les dirigien una mestra o un vicari que s'ocupaven d'impartir les classes. Aquestes classes per a les nenes estaven pensades per ensenyar els oficis domèstics, mentre que els nens aprenien matemàtiques, i oficis com la fusteria. Cada educador de cada parròquia estava remunerat pel Comú d'aquesta, tot i que també contribuïen les retribucions econòmiques dels alumnes i les inversions del bisbat. Finalment, l'any 1882 el Consell General dictà un decret que autoritza la instal·lació de la primera escola congregacional a la parròquia de Canillo, dirigida per les religioses de la Sagrada Família d'Urgell, i durant els anys posteriors, les escoles religioses s'instal·len a Andorra la Vella (1883), Sant Julià de Lòria (1887 fins al 1962) i a Encamp (1898 fins a l'any 1924).

#### Orígens de l'escola francesa a Andorra
A partir de l'any 1900 s'obren les primeres escoles primàries franceses a Andorra. Des del 1900 al 1913 s'obren 5 escoles franceses al Principat. Aquell mateix any, el Consell General acorda introduir coneixements sobre Andorra a totes les escoles. El 1914 el Ministre d'Instrucció francès envia una carta al Ministre d'assumptes exteriors d'Andorra on posa de manifesta el seu objectiu d'incrementar la influència francesa a Andorra. Com a mesures, amplia el cos docent, incrementa els seus salaris i atorga beques als andorrans per a poder estudiar a França. A més a més, les escoles franceses a Andorra passaran a dependre de l'inspector de Perpinyà, qui farà les programacions, horaris i una inspecció anual. El 1917 el President de la República francesa decreta que les escoles franceses a Andorra estaran subvencionades per França i les classes s'impartiran en llengua francesa. Els mestres podran ser de nacionalitat francesa o andorrana sempre que tinguin una titulació francesa. A més a més es concediran dues beques anuals per als alumnes andorrans. Per acabar, els Comuns hauran de proporcionar-los els locals, el material, el mobiliari i la neteja. El mateix any, el Consell General decreta la creació de les escoles franceses a Andorra de caràcter públic.

#### Organització pedagògica
A partir de l'any 1921, les parròquies comencen a presentar una organització pedagògica determinada. A Canillo, la majoria dels infants van amb la mestra de l'escola francesa, i pocs infants van amb el vicari. En canvi, a Encamp la majoria dels infants van amb les religioses i molt pocs infants amb el mestre de l'escola francesa. A Sant Julià de Lòria l'horari és partit, i al matí els nens van amb el mestre del Comú i les nenes amb la mestra de l'escola francesa i a la tarda al revés. Els més petits de 8 anys van amb les monges. A Andorra la Vella la majoria d'alumnes van amb el mestre del Comú i pocs van amb el mestre de l'escola francesa. Finalment, l'any 1922 el Consell General decreta l'ensenyança obligatòria pels infants fins a l'edat de 12 anys.

#### Orígens de l'escola espanyola
El sistema educatiu espanyol va començar a fer-se un lloc en l'educació a Andorra a principis del segle xx. Exactament, va ser el 7 de maig del 1930 que va començar a sentir parlar del sistema educatiu espanyol, pel Copríncep episcopal. Aquest fenomen va iniciar-se amb la finalitat de contrarrestar el pes que tenia l'Escola francesa. Llavors, el Bisbe va contactar amb la Comissió de la "Junta de Relaciones Culturales del Ministerio" espanyol per arribar a certs acords econòmics per poder portar a terme aquest propòsit. En aquestes dates tan sols era la idea d'un projecte que volien dur a terme. Va ser a partir de l'octubre del mateix any, que les primeres escoles espanyoles van iniciar els cursos en dues de les set parròquies que té Andorra. Aquestes dues parròquies són la de Sant Julià de Lòria i la d'Encamp. Aleshores, el nombre d'alumnes inscrits a les dites escoles, es veia reduït. Tan sols hi participaven 40 alumnes per a l'escola de Sant Julià de Lòria i 20 per a la d'Encamp. L'any 1932, el Sr. Andreu Masó i López, delegat de la "Junta de Relacions Culturals del Ministeri d'Estat" i "Inspector Nacional d'Instrucció Pública", demana una subvenció de 25.000 pessetes, equivalent de 120,20 €, a l'Estat espanyol, per poder col·locar 6 professors d'espanyol en tot el Coprincipat d'Andorra, 1 per cada parròquia: La Massana, Ordino, Canillo, Encamp, Andorra la Vella i Sant Julià de Lòria. Al cap de 7 anys, Les escoles d'ensenyament Espanyol, passen a ser tutelades pel Bisbe d'Urgell conjuntament amb un acord amb el departament d'Acció Cultural d'Espanya a les Valls d'Andorra. És a dir que s'instal·laran 10 escoles espanyoles repartides entre les parròquies: 
- 6 escoles per a nens a les parròquies de Sant Julià de Lòria, d'Andorra la Vella, d'Encamp, de Canillo, de La Massana i d'Ordino, totes 6 a les mans de l'ensenyament per a mestres homes, 
- 4 escoles per a nenes a les parròquies d'Encamp, de Canillo, de La Massana i d'Ordino i aquestes 4 a les mans de l'ensenyament de mestres dones.
Diferentment als altres sistemes qui hi ha a Andorra, al sistema espanyol l'ensenyament de la llengua oficial d'Andorra, el català, està prohibit. D'ençà d'aquests esdeveniments, l'any 1951, les escoles espanyoles reuneixen un total de 310 alumnes, 35 alumnes menys que al sistema educatiu francès. Tan sols l'any 1962, el sistema educatiu espanyol obra el primer centre d'ensenyament secundari, en el qual es registren 66 alumnes. L'11 de juliol de l'any 1981, s'acorda en el conveni entre el Copríncep Episcopal i el Govern d'Espanya, que la docència als centres espanyols es farà per docents depenen directament de la capital d'Espanya: Madrid. El pla d'estudis que emprarà serà el mateix que el d'Espanya, introduint a més a més la llengua catalana, història, geografia i cultura i institucions d'Andorra. Aquestes assignatures suplementàries seran impartides per a docents dependents del país. 8 anys més tard, l'11 de gener del 1993 se signa el Conveni Hispanoandorrà en matèria educativa i el Conveni de cessió de dret de superfície entre el Govern d'Andorra i el ministeri d'Educació i Ciència Espanyol. El 2000, es crea la primera escola privada espanyola, que també és la primera en tot el país andorrà.

### Procés d'andorranització[6]
Els sistemes educatius a Andorra es divideixen en tres escoles: la francesa, l'espanyola i l'andorrana, que són públiques. La constitució Andorrana va establir la llibertat religiosa l'any 1993. Però no hi ha cap religió oficial en el sistema. Cal destacar, que l'un dels coprínceps és catòlic, el Bisbe de La Seu d'Urgell. L'any 1972, el Consell General va introduir els primers cursos de formació en llengua catalana, geografia, història i les institucions d'Andorra dirigit a les persones adultes. El català és la llengua oficial d'Andorra, doncs, per aquest motiu al 25 de gener 1967 el Consell General va acudir a les Autoritats espanyoles perquè ensenyin el català. El 1972, el Consell General va decidir, a través d'una nota d'informe de l'andorranització, instaurar la Formació Andorrana que introdueix: l'ensenyament de la llengua catalana, la història, geografia i institucions d'Andorra als centres escolars francesos i espanyols. El 1973 el Consell General nomena dos assessors pedagògics i un professor de català per formar els mestres de les Valls, vist que no hi havia formacions en llengua catalana. Gràcies a l'Acord del 31 de gener de 1974.[1] van contractar el primer mestre de Formació Andorrana. El 1975 i el 1976, el Consell General va contractar el primer mestre català per al nivell de primària. L'any 1982, el Govern Andorra, en el discurs del programa del Sr. Òscar Ribas Reig, comunica al Consell General la necessitat de reforçar el procés d'andorranització i crear una Escola Andorrana. El setembre del 1982 es crea l'Escola Maternal Andorrana. Al 6 de desembre de 1984 els pares de l'Escola Andorrana fan arribar al Consell la sol·licitud de creació de l'Escola Nacional, laica i gratuïta que asseguri la continuïtat de la maternal, és a dir el curs 84-85, ja que volien la continuïtat del primer curs. L'any 1985 es va crear el nivell educatiu de primera ensenyança de l'Escola Andorrana. L'any 1988 es va crear dos centres d'ensenyament professional i universitari: l'Escola d'infermeria i l'Escola informàtica d'Andorra. L'any 1990: El Govern d'Andorra aprova l'estructuració de la segona ensenyança de l'Escola Andorrana que es va iniciar el curs escolar 91-92. L'any 1992 el MI. O. Ribas Reig va fer un discurs en què manifesta la voluntat de vertebrar l'etapa del batxillerat andorrà.
Al març 1993 es va aprovar la Constitució del Principat d'Andorra. A partir d'aquest any, el 2 i 3 de setembre es van aprovar la Llei qualificada d'educació, que declara que l'escolaritat obligatòria és fins als 16 anys, és a dir fins a la secundària. El 9 de juny 1994 s'aprova la llei d'ordenament del sistema educatiu andorrà. El 1997 es va crear el Centre de Formació d'aprenents i del Centre d'Educació Bàsica d'adults. A més es va crear la Universitat d'Andorra: l'Escola d'infermeria, l'Escola d'informàtica (creades el 1988) i el Centre d'estudis virtuals més tard.
L'any 2000 es va crear la primera escola privada d'Andorra sota la tutela del sistema educatiu espanyol. De l'any 2004 al 2013, es va crear diferents proves i diplomes oficials com el Diploma d'Ensenyament Professional en les professions sanitàries i socials l'any 2004. El 2010 es va crear les proves oficials del Batxillerat (POB) i el 2013 les proves oficials del Batxillerat Professional (POBPRO).

## Escola Andorrana
L'Escola Andorrana comprèn: L'Educació Maternal, que acull els infants de 3 a 6 anys; la Primera Ensenyança, de 6 a 12 anys, i la Segona Ensenyança, de 12 a 16 anys. El Batxillerat és una etapa d'ensenyament postobligatori on es pot escollir entre 4 branques: Científic-tecnològic, Econòmic-social, Lingüístic-humanístic i Artístic. L'Ensenyament Superior ofereix formacions professionals, de bàtxelor d'especialització, màster i doctorat.
El sistema andorrà depèn totalment del Ministeri d'Educació i Joventut, que en dicta els plans d'estudi corresponents. La llengua de l'Escola Andorrana és el català, tot i que el castellà i el francès també són llengües vehiculars. La formació professional s'organitza en programes formatius de durada variable i comprèn estudis de diploma d'ensenyament professional i batxillerat professional. El Centre d'Educació Bàsica d'Adults Arxivat 2015-12-16 a Wayback Machine. acull les persones que volen prosseguir la seva formació en estudis bàsics després dels 16 anys i sense límit d'edat. La Formació d'Adults imparteix l'ensenyament de català, geografia, història i institucions andorranes a les persones adultes mitjançant classes presencials i centres d'autoaprenentatge, on l'alumne pot estudiar de manera autònoma.
El curs 2009-2010, el Ministeri d'Educació d'Andorra es planteja la necessitat de proposar un canvi de paradigma en el Sistema Educatiu Andorrà, com a fruit del creixent interès per desenvolupar un perfil de ciutadans cada vegada més competents, amb una capacitat d'adaptació als canvis constants als quals està sotmesa la nostra societat i amb el convenciment que alinear-nos amb els nous corrents en polítiques europees és el camí a seguir.
El Pla Estratègic de Renovació i Millora del Sistema Educatiu Andorrà, el PERMSEA, neix, el curs 2010-2011, per donar un nou enfocament pedagògic al SEA, i atribueix un paper rellevant al desenvolupament de les competències i a la capacitat d'actuar eficaçment en situacions reals diverses i complexes gràcies als coneixements, habilitats i experiència adquirits, la qual cosa transforma els processos d'ensenyament, aprenentatge i avaluació regulats fins avui.
Aquesta renovació educativa es posa en pràctica des del curs 2012-2013 i es concreta en el desenvolupament d'unes competències específiques i transversals que han de permetre als alumnes, com a protagonistes i reguladors del seu aprenentatge, intervenir en els diferents àmbits de la vida: el personal, l'interpersonal, el social i el professional. El PERMSEA s'està implementant de manera progressiva a tota l'educació bàsica obligatòria des del curs 2013-2014. El curs 2017-2018, s'inicia la implementació en el nivell de batxillerat així com la definició del model de la formació professional.
El projecte PERMSEA treballa de forma coordinada sobre els eixos i línies d'actuació prioritària per a la renovació i millora del Sistema Educatiu Andorrà, amb el consens i compromís de tots els agents de la comunitat educativa i des d'una visió de futur compartida.

### Objectiu
El sistema educatiu Andorrà es basa en els drets, les llibertats i els principis que s'estableixen en la Constitució i en la Llei qualificada d'educació i desitja seguir les orientacions europees en matèria educacional.

### Finalitats
Les finalitats del sistema educatiu Andorrà són les següents:
- Promoure el desenvolupament cultural, intel·lectual, social, corporal i moral de les persones.
- Fomentar l'esperit universal crític i creatiu així com els comportaments d'adaptabilitat i autonomia.
- Desenvolupar la integració i la participació social i cívica.
- Formar en el respecte de la diversitat i dels drets i les llibertats fonamentals, en l'exercici de la tolerància dins dels principis democràtics de convivència i pluralisme.
- Impulsar l'adquisició d'hàbits intel·lectuals i de tècniques de treball.
- Assegurar l'ús de la llengua catalana en els diferents àmbits de comunicació, per mitjà del coneixement de la seva diversitat de registres i nivells d'ús.
- Promoure el coneixement de diverses llengües per tal d'afavorir l'obertura a la cultura universal i la comunicació fluida amb ciutadans d'altres països.
- Transmetre coneixements científics, tècnics, humanístics, artístics i ètics.
- Capacitar per a l'exercici d'activitats professionals.
- Contribuir a la formació i l'enriquiment en els elements culturals propis i específics de la societat andorrana.
- Atendre les diferències entre persones per raons d'origen social, econòmiques, culturals, ètniques i geogràfiques, i compensar-ne les possibles desigualtats.
- Promoure la formació per a la pau, la solidaritat i la cooperació entre els pobles.
- Atendre la integració dels alumnes amb necessitats educatives especials.
- Fomentar la participació de tots els sectors de la comunitat escolar, pares, alumnes i professors.
- Establir i potenciar les relacions de coordinació i col·laboració amb els sistemes d'ensenyament dels països veïns.
- Treballar conjuntament amb les entitats andorranes de caràcter cultural i esportiu.

### Llistat d'escoles d'Andorra
Podem trobar les següents escoles andorranes al país:
- Escola Andorrana de Canillo

- Escola Andorrana de maternal i 1ª ensenyança d'Encamp
- Escola Andorrana del Pas de la Casa

- Escola Andorrana de maternal i 1ª ensenyança d'Ordino
- Escola Andorrana de maternal i 1ª ensenyança de la Massana
- Escola Andorrana de maternal i 1ª ensenyança d'Andorra la Vella
- Escola Andorrana de Sant Julià de Lòria
- Escola Andorrana d'Escaldes-Engordany
- Escola Andorrana de 2ª ensenyança d'Encamp
- Escola Andorrana de 2ª ensenyança d'Ordino
- Escola Andorrana de 2ª ensenyança de Santa Coloma/El Roc
- Escola Andorrana de batxillerat
- Centre de Formació Professional Arxivat 2017-04-21 a Wayback Machine.
- Centre d'Educació Bàsica d'Adults Arxivat 2017-05-08 a Wayback Machine.
- EFPEM

### Formació Andorrana
La intervenció de la Formació Andorrana s'adapta a l'organització específica de cada sistema educatiu i assumeix l'estudi de la llengua catalana i el medi, la història, la geografia, la cultura i les institucions d'Andorra.
A més del personal docent, l'àrea de Formació Andorrana compta amb la figura del col·laborador educatiu, el qual dona suport als mestres de maternal i de primera ensenyança a les escoles franceses i espanyoles. El programa de la Formació Andorrana ha de ser present en els centres educatius francesos i espanyols des de l'educació maternal fins a l'ensenyament superior, és a dir, en tots els nivells educatius.

## Escola Espanyola
El sistema espanyol va ser fundat a finals del segle xix, depèn del Ministeri d'Educació d'Espanya. Andorra compta amb 4 centres d'Educació Infantil i Primària i l'Institut Espanyol d'Andorra (Secundària i Batxillerat). Al 1930 es creen les dues primeres escoles espanyoles al principat a les parròquies de Sant Julià de Lòria i a Encamp. Però la situació jurídica d'aquestes escoles espanyoles es va regular a través del Conveni hispanoandorrà en matèria educativa, que es va signar a Madrid l'11 de gener de 1993. Les disposicions del nou Conveni entre el Govern del Principat d'Andorra i el Govern d'Espanya en matèria educativa (2007) mantenen un sistema educatiu públic espanyol a Andorra integrat per centres de titularitat de l'Estat espanyol d'acord amb un agrupament d'alumnes que correspon a l'evolució de la població escolar d'aquests darrers anys, afirmant la gratuïtat de l'ensenyament públic espanyol. El sistema educatiu espanyol és l'únic sistema que destaca en l'àmbit de l'educació privada, ja que compta amb una escola privada al principat: el Col·legi Internacional del Pirineu. Segueix el currículum espanyol i els mateixos exàmens oficials.

### Objectius
L' objectiu fonamental és oferir el sistema educatiu espanyol adaptat per a Andorra i amb una visió integradora de les dues cultures, tal com estableix el Conveni Hispà-Andorrà en matèria educativa, motiu pel qual s'incorporen els ensenyaments de l'idioma català i de la Història d'Andorra. Consideren que l'educació ha de tenir una part emocional, encara que no està inclosa en el currículum la tenen com a objectiu transversal a totes les matèries. Aquesta educació emocional es treballa tant en grup com individualment a cada aula. Per altra banda, s'aconsegueix la convivència als centres d'alumnes de diverses nacionalitats de les quals les majoritàries són l'andorrana, la portuguesa i l'espanyola.

### En l'actualitat
Actualment, hi ha 4 centres en el territori andorrà, que abasta Educació Infantil, Primària i l'institut Espanyol, que inclou la Secundària i el Batxillerat. El ministeri d'Educació d'Andorra té, com a projecte futur, canviar aquest model i portar-lo "cap a un centre únic integrat del sistema educatiu del sistema espanyol", semblant al que existeix actualment en altres països amb centres d'ensenyament espanyols. Aquesta actitud de reestructuració està precedida per una reducció d'alumnat molt elevada, que fa que la ràtio sigui molt baixa.

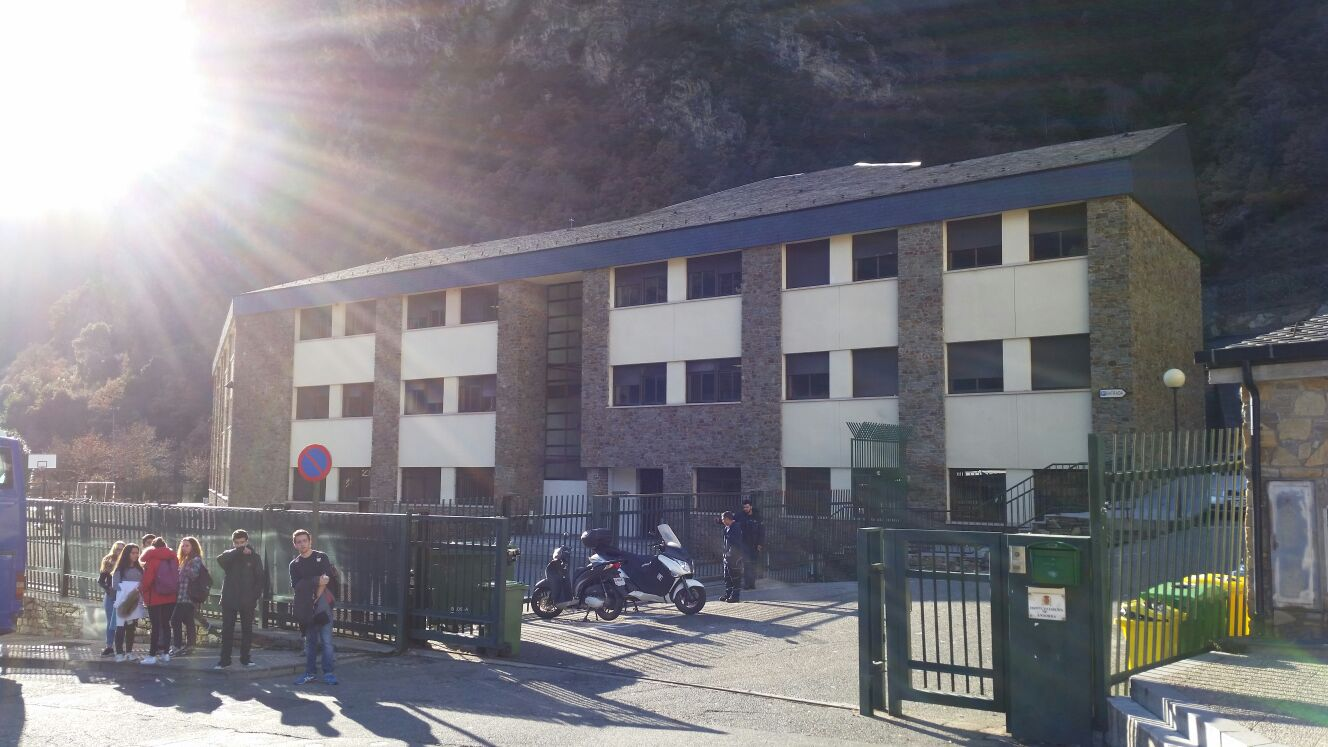
Institut espanyol la Margineda

#### Diferents escoles al Principat[11]
1- Escola Espanyola d'Escaldes Arxivat 2016-12-02 a Wayback Machine. (Col·legi María Moliner): Maternal i Primària.
2-  Institut Espanyol la Margineda Arxivat 2015-05-02 a Wayback Machine. (Institut María Moliner): Segona Ensenyança i Batxillerat.
3-  Col·legi Confessional de Santa Coloma Arxivat 2016-12-02 a Wayback Machine. (Mare Janer): Infantil, Primària i Secundària.
4-  Col·legi Confessional de la Sagrada Família d'Escaldes-Engordany: Arxivat 2016-05-28 a Wayback Machine. Infantil, Primària i Secundària.
5-  Col·legi Confessional Sant Ermengol d'Andorra: Arxivat 2016-10-22 a Wayback Machine.  Infantil, Primària, Secundària i  Batxillerat.
6-  Col·legi Privat del Pirineu: Infantil, Primària, Secundària i Batxillerat.

#### Estructura del sistema per edats

##### 0-5 anys: Educació infantil
L'educació infantil comprèn dos cicles, el primer cicle és de 0 a 3 anys, i el segon seria dels 3 als 6 anys. A l'escola s'atén al desenvolupament afectiu, del moviment i els hàbits de control corporal. Per altra banda la comunicació, el llenguatge, la convivència i les relacions socials també es treballen per aconseguir que els nens puguin continuar la seva escolaritat en un ambient còmode i d'harmonia.

##### 6-12 anys: Educació primària
L'educació primària és de caràcter obligatori i és gratuïta. En aquest cas està composta de 6 cursos acadèmics dels 6 als 12 anys. Els objectius d'aquesta etapa acadèmica es basen en desenvolupar les seves expressions orals i escrites, comprensió lectora, la cultura i la convivència entre alumnes. Per altra banda els hàbits de treball, el sentit artístic, la creativitat i l'afectivitat contribueixen a formar una educació completa. Els mestres han de ser capaços de fer classes sobre totes les assignatures que poden trobar com poden ser les ciències, la lectura, etc. En el cas de matèries especialitzades com l'esport i la música s'encarreguen mestres especialitzats.

##### 12-16 anys: Educació secundària obligatòria
L'educació secundària obligatòria (ESO) és una etapa educativa obligatòria i gratuïta que completa l'educació bàsica. Consta de quatre cursos acadèmics que es realitzen ordinàriament entre els 12 i els 16 anys. No obstant això, els alumnes tenen dret de cursar l'Ensenyament Bàsic fins als divuit anys.

##### 16-18 anys: Batxillerat
El Batxillerat forma part de l'educació secundària postobligatoria i, per tant, té caràcter voluntari. Comprèn dos cursos acadèmics, que es realitzen ordinàriament entre els 16 i 18 anys. El Batxillerat es desenvolupa en modalitats diferents, s'organitza de manera flexible i, si escau, en diferents vies, a fi que pugui oferir una preparació especialitzada als alumnes d'acord amb les seves perspectives i interessos de formació o permeti la incorporació a la vida activa una vegada finalitzat el mateix.

##### Formació Professional sistema privat
En l'actualitat la FP són els estudis professionals més propers a la realitat del mercat de treball i donen resposta a la necessitat de personal qualificat especialitzat en els diferents sectors professionals per respondre a l'actual demanda d'ocupació.

## Escola Francesa
La presència del sistema educatiu francès a Andorra, es remunta a l'any 1900, amb les primeres escoles primàries. Juntament amb el sistema espanyol, i posteriorment, amb l'andorrà. Aquests sistemes educatius fan la funció d'ensenyament nacional. Les escoles franceses funcionen de la mateixa manera que a França tot i que amb algunes adaptacions per tal de promoure la cultura andorrana a l'escola. Actualment hi ha escoles franceses de maternal i primària a cada parròquia i fins i tot, dues en cada una, com al Pas de la Casa i a Santa Coloma. Pel que fa al Lycée, només n'hi ha un en tot el país i se situa a Andorra la Vella.
Les escoles franceses situades a Andorra són les següents:
- École française de Canillo Arxivat 2016-01-12 a Wayback Machine.
- École primaire fraçaise d'Encamp Arxivat 2015-03-03 a Wayback Machine.
- École française du Pas de la Casa Arxivat 2015-03-03 a Wayback Machine.
- École française d'Ordino Arxivat 2015-04-03 a Wayback Machine.
- École primaire française de La Massana Arxivat 2015-04-03 a Wayback Machine.
- École maternelle française d'Andorra la Vella Arxivat 2015-03-03 a Wayback Machine.
- École élémentaire française d'Andorra la Vella Arxivat 2015-04-03 a Wayback Machine.
- École française de Santa Coloma Arxivat 2012-07-21 a Wayback Machine.
- École française de Sant Julià de Lòria Arxivat 2015-04-03 a Wayback Machine.
- École maternelle française d'Escaldes-Engordany Arxivat 2015-03-03 a Wayback Machine.
- École élémentaire française d'Escaldes-Engordany Arxivat 2015-03-02 a Wayback Machine.
- Lycée Comte de Foix d'Andorra la Vella

### Estructura
El sistema francès del país, s'organitza de la següent manera:

#### Primer grau

##### École maternelle
A l'edat dels tres anys els nens comencen l'ensenyament infantil a maternal (maternelle). L'etapa infantil comprèn els tres cursos del cicle I dels ensenyaments de primer grau i atén a alumnes distribuïts per edat: de 3 a 4 anys anomenat secció petita (petite section); de 4 a 5 anys, la secció mitjana (moyenne section) i de 5 a 6 anys, la secció gran (grande section). En els dos primers, els objectius educatius se centren a fomentar, mitjançant activitats principalment lúdiques, el desenvolupament de la personalitat del nen i la seva relació amb l'entorn; en l'últim, es prepara la transició a l'escola elemental, on s'inicia l'aprenentatge de la lectura, l'escriptura i l'aritmètica.

##### École élémentaire
És l'equivalent a l'ensenyament primari a Espanya, s'inicia amb sis anys i es finalitza amb onze. S'organitza en tres cicles (I, II i III), per una banda el cicle I que correspon a les escoles primàries (écoles élémentaires) en la qual comprenen cinc cursos i s'escolaritzen als alumnes d'entre 6 i 11 anys. D'altra banda, el cicle II agrupa: l'any preparatori (CP) i l'elemental primer (CE1). Aquests són seguits pels tres cursos del cicle III: l'elemental segon (CE2), el mitjà primer (CM1) i el mig segon (CM2).
Al llarg d'aquesta preparació educativa els alumnes es formen amb matèries bàsiques com: Francès, Matemàtiques, Ciència i Tecnologia, Geografia i Història, Educació cívica, Educació artística i Educació física i esportiva.
Així doncs la distribució dels cursos és la següent:
- Curs preparatori (CP)
- Curs elemental 1º (CE 1)
- Curs elemental 2º (CE 2)
- Curs mitjà 1º (CM 1)
- Curs mitjà 2º (CM 2)

Ensenyament Primari.

#### Segon grau
En el segon grau es distingeix l'ensenyament impartit en els Collèges (Primer cicle) i en els instituts de Lycée, on es poden cursas estudis generals, tecnològics i professionals.

##### Collège
El Collège té com a missió oferir un tronc comú de coneixements bàsics obligatoris en els seus continguts educatius, dirigits a alumnes d'entre onze i quinze anys.
S'imparteixen les següents matèries:
- Francès
- Matemàtiques
- Llengua estrangera I
- Ciències socials (geografia, història, economia i educació cívica)
- Ciències experimentals (física, biologia, geologia i tecnologia)
- Educació artística
- Educació manual i tècnica
- Educació física i esportiva

Aquest primer cicle d'ensenyament secundari comprèn quatre cursos, distribuïts en tres cicles: 
1. Cicle d'observació i d'adaptació (Sixième), comprèn un curs escolar
2. Cicle central (Cinquième et Quatrième), comprèn dos cursos escolars
3. Cicle d'orientació (Troisième), comprèn l'últim curs escolar

Així doncs els alumnes entren amb onze anys al cicle d'observació i d'adaptació i finalitzen amb quinze anys amb el cicle d'orientació, obtenint el diploma "Brevet des collèges". No obstant això per tal d'adquirir aquest diploma els estudiants han d'aprovar un examen global basat en tres assignatures bàsiques: matemàtiques, història i francès. Encara que no sigui imprescindible per passar al liceu, és obligatori dur-lo a terme.

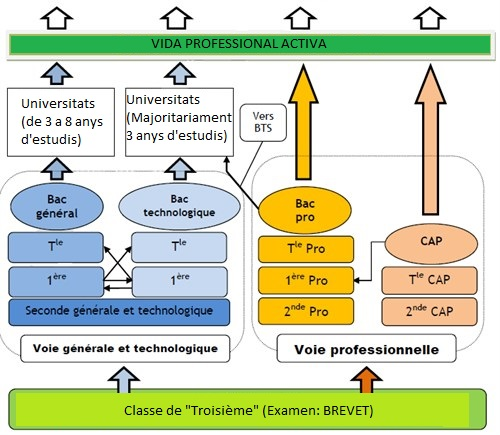
Estructura d'estudis al sistema educatiu Francés: Lycée.

##### Lycée
Després del seu pas pel Collège, els alumnes continuen els seus estudis en els instituts d'ensenyament general o tecnològic, o bé en els instituts professionals. Aquest segon cicle de l'ensenyament secundari comprèn estudiants de quinze a divuit anys.
En els instituts d'ensenyament general o tecnològic (Lycées d'enseignement général ou technologique) s'imparteix una formació de tres anys de durada. Els alumnes de Seconde segueixen tots el mateix programa escolar, sense una especialització específica. En finalitzar aquest curs trien una branca general (ciències, literatura o economia) o bé tecnològica.

###### Formació professional
Els Lycées professionals preparen als alumnes per tal d'obtenir per una banda el Certificat d'aptitud professional (CAP) i el Brevet d'estudis professionals (BEP). Per l'altra obtenen el títol de batxillerat professional que engloba: gestió administrativa i comptabilitat, comerç, hoteleria i electricitat i electrònic).
L'objectiu d'aquesta formació és preparar els alumnes amb una qualificació professional per tal d'excercir un ofici. Alguns d'aquests instituts d'ensenyament general ofereixen cicles de formació complementària de dos cursos, després del batxillerat. Tractant-se del BTS (Brevet de Technicien Supérieur Arxivat 2017-03-29 a Wayback Machine.), obtenint així el títol de cicle formatiu de grau superior.

### Exàmens

#### Brevet
El Diplôme national du Brevet és un diploma de l'Estat Francès, que certifica els coneixements de l'alumne durant tota la seva etapa del Collège. Aquest examen no és decisiu sobre l'orientació de l'alumne per a l'any següent, ja que la decisió d'anar a Général o a Professionel, es decideix 15 dies abans de fer l'examen.

##### Baccalauréat
El Batxillerat General o tecnològic és un diploma francès que es passa al Lycée.Com indica el seu nom, pertany a una formació general, més aviat teòrica, amb un lloc important reservat a les assignatures fonamentals i a la cultura general.
Té la particularitat de tenir en compte els Treballs personals supervisats (TPE) cursats a Première i puntuats com a prova anticipada del BAC amb un coeficient 2. El Batxillerat General prepara sobretot per als estudis superiors de llarga durada, per a la universitat o per a les Grans escoles (Grandes Écoles). Alguns exàmens compten més que d'altres, el coeficient de cada un, depèn de l'orientació escollida, i les proves varien d'una opció a una altra. (L: Littérature; ES: Economie et social; S: Scientifique; STMG: Sciences et Tecnologies du management et de gestion).
El Batxillerat Professional és una altra alternativa dins del diploma nacional i que també es pot impartir al Lycée. En aquesta prova, es té en compte tant l'aspecte professional de l'alumne, com teòric. Per exemple, a Première, es passa un examen (BEP) que té en compte les competències de l'orientació personal.(Gestion et Administration, Comerce, Hôtélerie, Electro-mécanique). Això vol dir que es qualifica les estades que efectua l'alumne durant l'any escolar, i la teòrica de la seva matèria principal.